# 博愛丸
博愛丸（はくあいまる）とは、19世紀末から20世紀半ばにかけて運航された日本の船舶である。

## 歴史
1898年（明治31年）12月にイギリスのロブニッツ造船所 (Lobnitz & Company) で竣工。なお同型船の弘済丸は1899年に竣工した。当初から日本赤十字社が管理する病院船として建造され、平時は2隻とも日本郵船の上海航路貨客船として使われた。
1900年 - 1901年（明治33年 - 34年）の義和団の乱では患者輸送船として使用され、1901年4月2日に陸海軍大臣より患者輸送船の指定が解除された。1904年 - 1905年（明治37年 - 38年）の日露戦争のときには病院船として使用され、負傷兵を朝鮮の仁川赤十字病院に運んだ。
1914年（大正3年）には、日本赤十字が行った日本初の国際救護活動に参加している。
1926年（大正15年）に林兼商店（後のマルハを経て現在はマルハニチロ）に売却され、北洋漁業の蟹工船に改造され、使用された。漁業の作業中に起きたリンチや過酷な労働により死者が出ており（博愛丸事件）、このことが小林多喜二のプロレタリア文学、『蟹工船』の元になっている。
その後の太平洋戦争で軍需品などを輸送中、1945年（昭和20年）6月18日、オホーツク海で米軍の潜水艦アポゴン (SS-308) の雷撃を受け沈没。39名が死亡した。